# Coryanthes lagunae
Coryanthes lagunae là một loài thực vật có hoa trong họ Lan. Loài này được Manara & Bergold mô tả khoa học đầu tiên năm 2004.